# شمشیربال لاجوردی
شمشیربال لاجوردی (نام علمی: Campylopterus falcatus) نام یک گونه از سرده شمشیربال‌ها است.
این گونه در کلمبیا، اکوادور و ونزوئلا یافت می‌شود. زیستگاه اصلی آن نواحی گرمسیری و مرطوب جنگل‌های کوهستانی میباشد.